# Дульсидий
Дульсидий (лат. Dulcidius; умер в 415 или 450 году) — епископ Аженский, святой Католической церкви. День памяти — 16 октября.

## Биография
Св. Дульсидий после св. Фебада был епископом Ажена, Франция. Его также именуют св. Дульсетом (Dulcet) или св. Дуси (Doucis).
В городе Шамбре (Коррез, Франция), монахами из Юзерша с помощью виконтов Комборна в период с 1121 по 1137 год был построен храм, освящённый в его честь. В храме имеется витраж с изображением святого.
В том же храме пребывает рака с мощами святого Дульсидия работы лиможских мастеров первой четверти XIII века .